# Aversion (Band)
Aversion war eine US-amerikanische Crossover-Band aus Orange County, Kalifornien, die im Jahr 1986 gegründet wurde und sich ca. 1995 auflöste.

## Geschichte
Die Band wurde im Jahr 1986 gegründet und bestand aus dem Sänger Christian Fuhrer, dem Gitarristen und Sänger Dash, dem Bassisten Edward Tatar und dem Schlagzeuger Joe Tatar. Nachdem die Gruppe ihre ersten Lieder entwickelt hatte, folgte 1988 das erste Demo. Diesem Demo schloss sich ein weiteres an, wodurch die Band einen Plattenvertrag bei Medusa Records erlangen konnte. Bei diesem Label erschien das Debütalbum The Ugly Truth, welches von Randy Burns produziert wurde. Im Herbst 1991 spielte die Band eine Europatournee zusammen mit Gwar und war dabei auch in Deutschland vertreten. Danach kehrte die Band in die USA zurück, um Konzerte zusammen mit D.O.A. und Suicidal Tendencies zu spielen. 1992 schloss sich mit Fit to Be Tied das zweite Album an. Im Jahr 1995 folgte über Doctor Dream Records das letzte Album Fall from Grace, ehe sich die Band auflöste.

## Stil
Auf ihrem Debüt The Ugly Truth spielte die Band eine Mischung aus Speed- und Thrash-Metal, wobei vor allem die Texte, die sich „mit den Widerwärtigkeiten des Alltags“ befassen, an Hardcore Punk erinnern. Auf dem zweiten Album Fit to Be Tied war vor allem der Einfluss des Thrash Metals sehr hoch, wobei die Band an die frühen Metallica erinnert und vor allem der Gesang Fuhrers stark an den von James Hetfield erinnert. Zudem ist auch wieder ein Einfluss aus dem Hardcore Punk hörbar, wobei charakteristisch ist, dass die Band auf den Einsatz von Gitarrensoli verzichtet. Die Musik erinnert zudem an die von Annihilator. Schnelle Passagen sind von Breaks durchsetzt. Henning Richter vom Metal Hammer ordnete die Musik zudem dem Power Metal zu. Auf Fall from Grace variierte die Geschwindigkeit der Stücke ebenfalls. In ihren schnellsten Liedern erinnerte die Band an die frühen Suicidal Tendencies.

## Diskografie
- 1988: Demo - 88 (Demo, Eigenveröffentlichung)
- 1989: In Dead of Night (Demo, Eigenveröffentlichung)
- 1991: The Ugly Truth (Album, Medusa Records)
- 1992: Fit to Be Tied (Album, Restless Records)
- 1995: Fall from Grace (Album, Doctor Dream Records)